# Großmugl
Großmugl är en ort och kommun i Österrike. Den ligger i distriktet Korneuburg i förbundslandet Niederösterreich, 33 km norr om huvudstaden Wien.
Kommunen består av tio orter (Ortschaften) (inom parentes invånarantal 1 januari 2024):

- Füllersdorf (101)
- Geitzendorf (105)
- Glaswein (4)
- Großmugl (559)
- Herzogbirbaum (271)
- Nursch (115)
- Ottendorf (70)
- Ringendorf (139)
- Roseldorf (169)
- Steinabrunn (104)